# Friedrich von Flotow
Friedrich von Flotow, friherre, (født 27 april 1812 på godset Teutendorf i Mecklenburg, død 24 januar 1883 i Darmstadt) var en tysk komponist der især huskes for operaen Martha.
Han var oprindelig bestemt til diplomatisk karriere, men et besøg i Paris 1827 vakte hans interesse for dramatisk musik, og han blev derfor i Paris for at uddanne sig, væsentlig under Anton Reicha. Her skrev han sine første musik-dramatiske forsøg, der dog ikke gjorde lykke; først 1839 opnåede Flotow endelig en succes på Palais Royal med operaen Le naufrage de la Medusa, en opera, der senere omarbejdedes og i Tyskland spilledes under navnet: Die Matrosen.
Endnu større held havde Flotow dog med Alessandro Stradella, der opførtes 1844 i Hamburg, og navnlig med Martha, Flotows mest kendte opera, der spilledes første gang i Wien 1847, men snart gjorde rundgangen over alle europæiske operascener. Af Flotows følgende operaer kunne kun en eneste, Indra, hævde sig i forhold til Stradella og Martha uden dog på nogen måde at opnå deres renommé.
1856—63 var Flotow hofmusikintendant ved operaen i Schwerin, for hvilken han skrev musik til Shakespeares Vintereventyr. Fra 1868 levede han på et gods i nærheden af Wien, for hvilken by han i sine senere år skrev flere operaer og balletter. Flotows musik har, i alt fald for de to foranomtalte operaers vedkommende, opnået en ikke ringe popularitet og var i årrækker yndet på de fleste operascener. Operaerne udmærker sig ved en let og naturlig, som oftest dog noget fad melodiøsitet, ved pikante rytmer og orkestration (påvirkning fra fransk operamusik), ved godt blik for scenens krav og ved en passende portion sentimentalitet.